# Joint Force Harrier
Joint Force Harrier (Společné síly Harrierů, JFH), původně vzniklé jako Joint Force 2000 (Společné síly 2000) a posléze známé jako Joint Strike Wing (Společné bitevní křídlo, JSW) byly formací britských ozbrojených sil jíž byly podřízeny jednotky letadel s kolmým či krátkým vzletem a přistáním BAE Harrier II Royal Air Force (RAF) a Fleet Air Arm. Formace byla podřízena RAF Air Command.
V době svého rozpuštění se formace skládala ze dvou operačních perutí, po jedné ze svazku Royal Air Force a Fleet Air Arm, a jedné operačně výcvikové jednotky náležející Royal Air Force.

## Historie

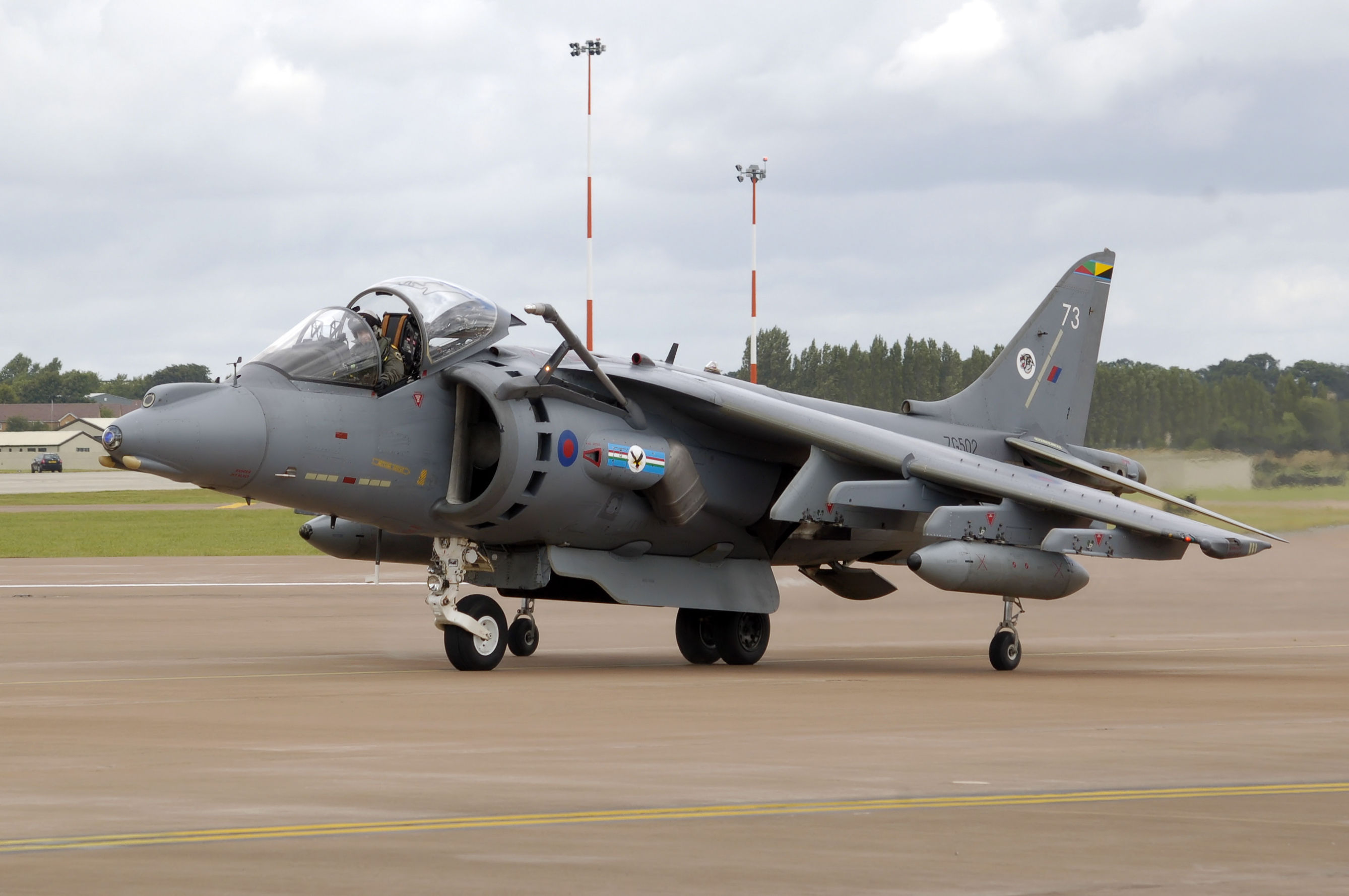
Harrier GR.9 20. peruti RAF.

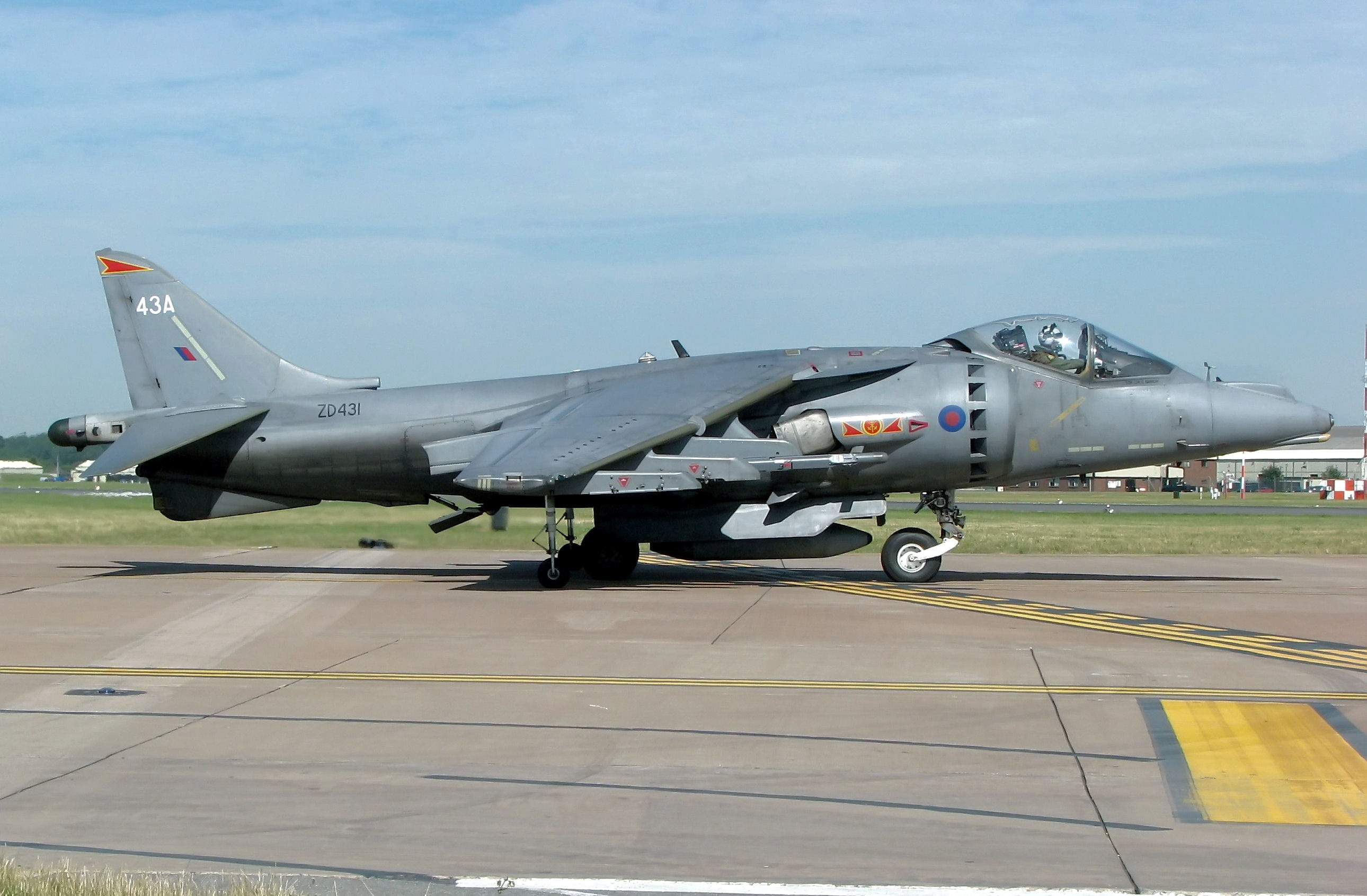
Harrier GR.7A 800. námořní letecké peruti FAA.

Síly Joint Force Harrier byly ustaveny 1. dubna 2000 v odpověď na návrh britské vlády vznesený jako součást Strategic Defence Review. Původně pod názvem Joint Force 2000 kombinovaly dvě peruti Sea Harrierů FA.2 Royal Navy se čtyřmi perutěmi Harrierů GR.7/7A Royal Air Force ve společné velitelské struktuře podřízené Strike Command RAF. Svazek měl být schopen operovat z letadlových lodí třídy Invincible, pozemních letišť RAF a expedičních základen mimo britské území. 
Příspěvek Royal Navy svazku se skládal ze Sea Harrierů, které byly předtím podřízeny Naval Air Command.
V roce 2006 byla 3. peruť RAF přezbrojena na letouny Eurofighter Typhoon, a téhož roku byly Sea Harriery vyřazeny ze služby a 800. námořní letecká peruť začala užívat Harriery GR.7 a GR.9 z bývalé výzbroje 3. peruti RAF, které ale nepřešly do vlastnictví námořnictva. Současně se počet strojů u operační peruti snížil z dvanácti na devět.
V roce 2007 byl plánován přechod 801. námořní letecké peruti také na Harriery GR.7/9. Namísto toho 9. března 2007 vzniknul Naval Strike Wing (NSW), jednotka sdružující části obou námořních perutí Harrierů do jednotky odpovídající jedné operační peruti, schopné nasazení jak z pozemních letišť (například v Afghánistánu) anebo z palub obou letadlových lodí Royal Navy, HMS Illustrious a HMS Ark Royal. 1. dubna 2010 se Naval Strike Wing vrátil k označení 800. námořní letecká peruť.
31. března 2010 byla formace redukována o jednu peruť rozpuštěním 20. peruti RAF, operačně-výcvikové jednotky (Operational Conversion Unit, OCU) pro stroje Harrier. 4. peruť byla také rozpuštěna, a poté reaktivována jako 4. (rezervní) peruť na základně RAF Wittering, kde převzala roli operačně výcvikové jednotky. Současně byl svazek přejmenován na Joint Strike Wing, a všechny zbývající Harriery varianty GR.7 byly vyřazeny ze služby.
Až do roku 2010 bylo plánováno, že Harriery GR.9 budou ve službě pokračovat až do nahrazení 138 letouny F-35B Lightning II okolo roku 2018. 19. října 2010 však bylo oznámeno, že, v rámci závěrů Strategic Defence and Security Review 2010, datum vyřazení Harrierů bude uspíšeno na duben 2011. 
Z HMS Ark Royal, zatím poslední letadlové lodi Royal Navy, odstartovala její poslední letadla s pevným křídlem 24. listopadu 2010, když ji opustily čtyři palubní Harriery GR.9 směřující na pozemní základnu. 15. prosince 2010 proběhl poslední operační let britských Harrierů, když formace 16 strojů přeletěla nad základnou RAF Cottesmore. 1. (stíhací) a 4. (rezervní) perutě RAF a 800. peruť FAA byly rozpuštěny 28. ledna 2011.

## Jednotky Joint Force Harrier/Joint Strike Wing
- 1. peruť RAF (2000-2011)
- 3. peruť RAF (2000-2006)
- 4. (rezervní) peruť RAF (2000-2011)
- 20. peruť RAF (2000-2010)
- 800. peruť FAA (2000-2006, 2010-2011)
- 801. peruť FAA (2000-2006)
- Naval Strike Wing (2007-2010)